# ワット・チェンマン
ワット・チェンマン（ワット・チエン・マン、Wat Chiang Man 〈Wat Chiang Mun〉、タイ語: วัดเชียงมั่น）は、タイの北部、チエンマイのうち市防壁と堀に囲まれた旧市街にある仏教寺院（ワット、wat）である。

## 歴史
ワット・チェンマンは、1297年、マンラーイによりチエンマイの最初の寺院として建立された。この地は、王マンラーイが新しい首都チエンマイの建設中に滞在していた、ラワ族の防備を施した町ウィアン・ノッパブリー (Wiang Nopburi) にあった。

## 構成

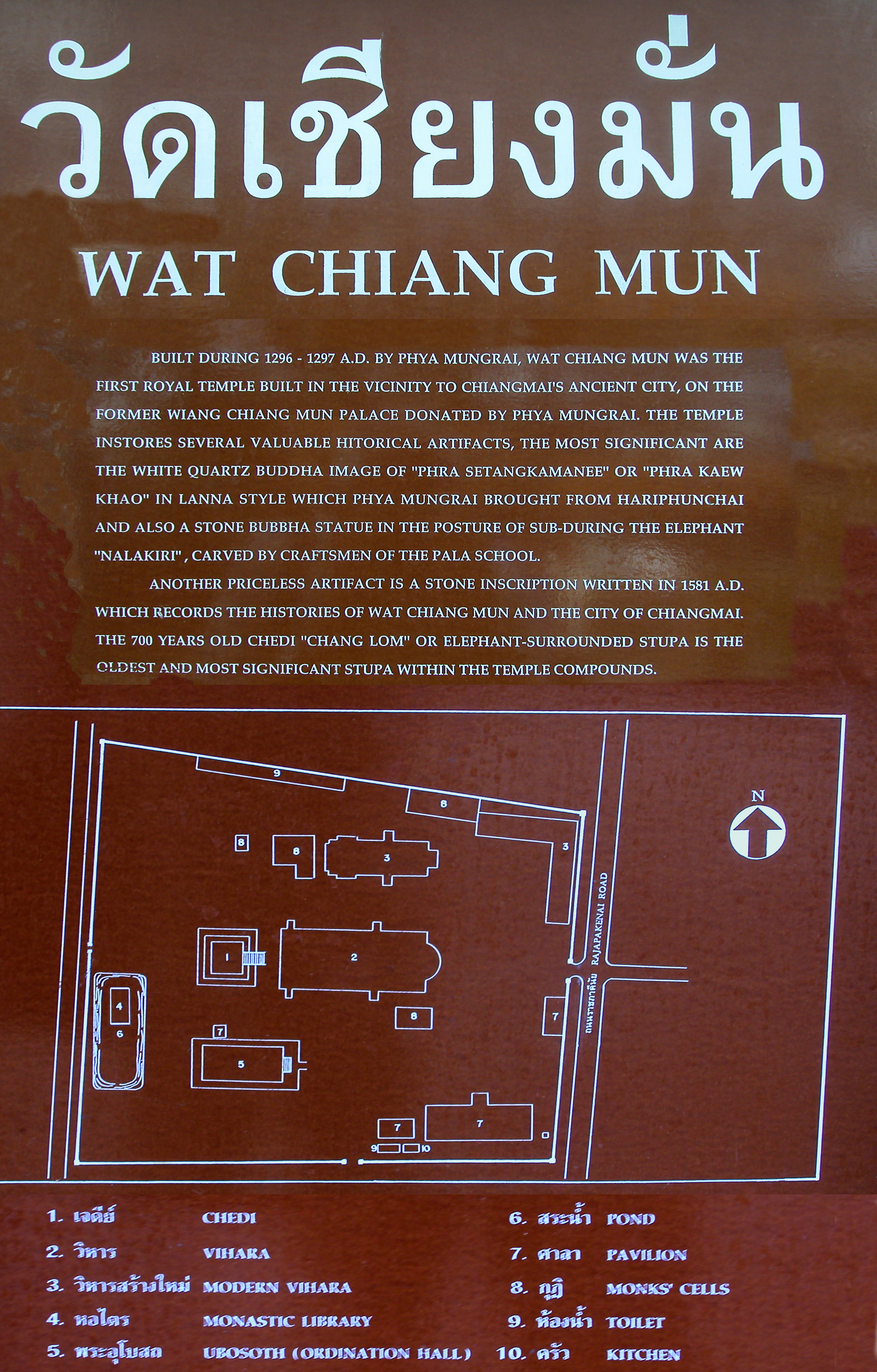
ワット・チェンマンの案内（平面）図

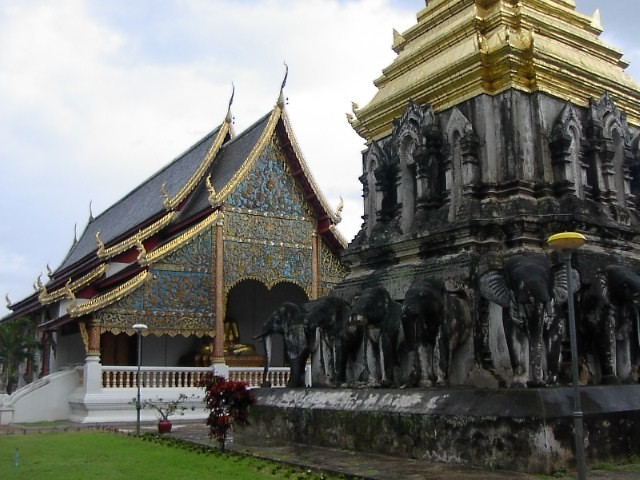
中央礼拝堂と仏塔

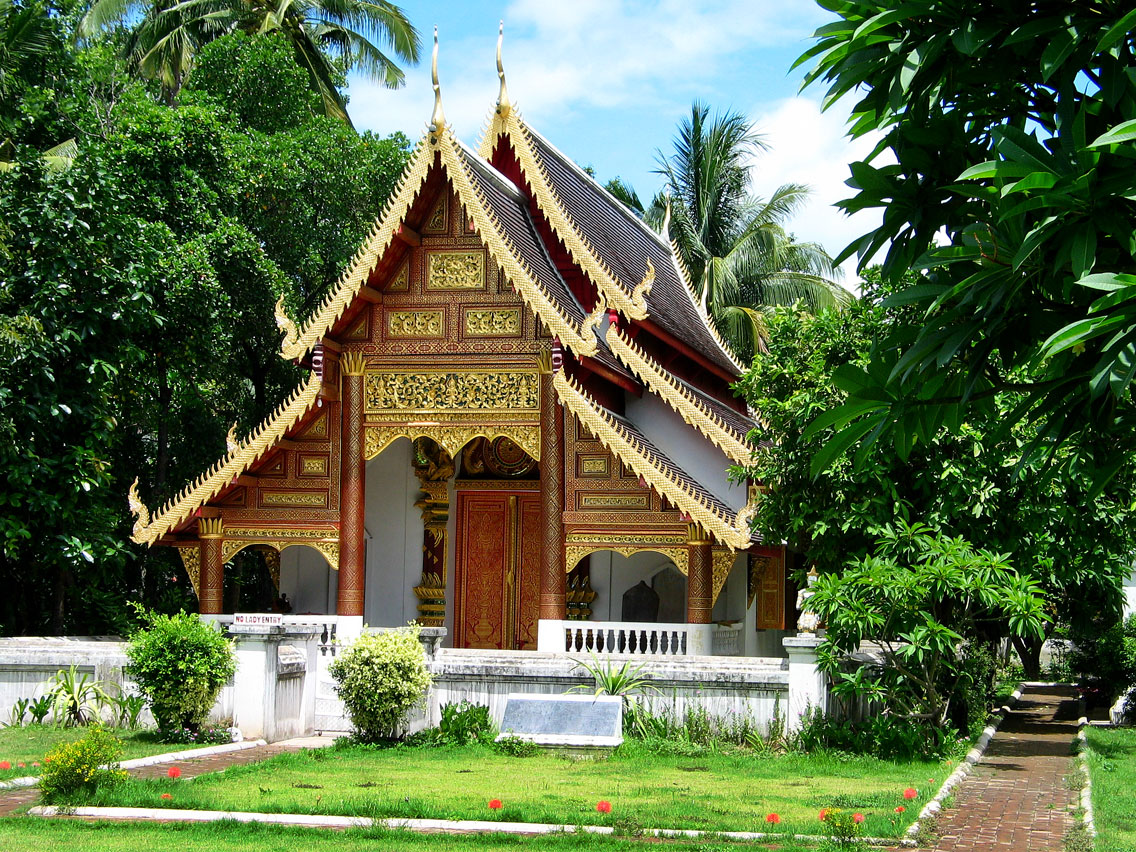
本堂（ウボーソット）

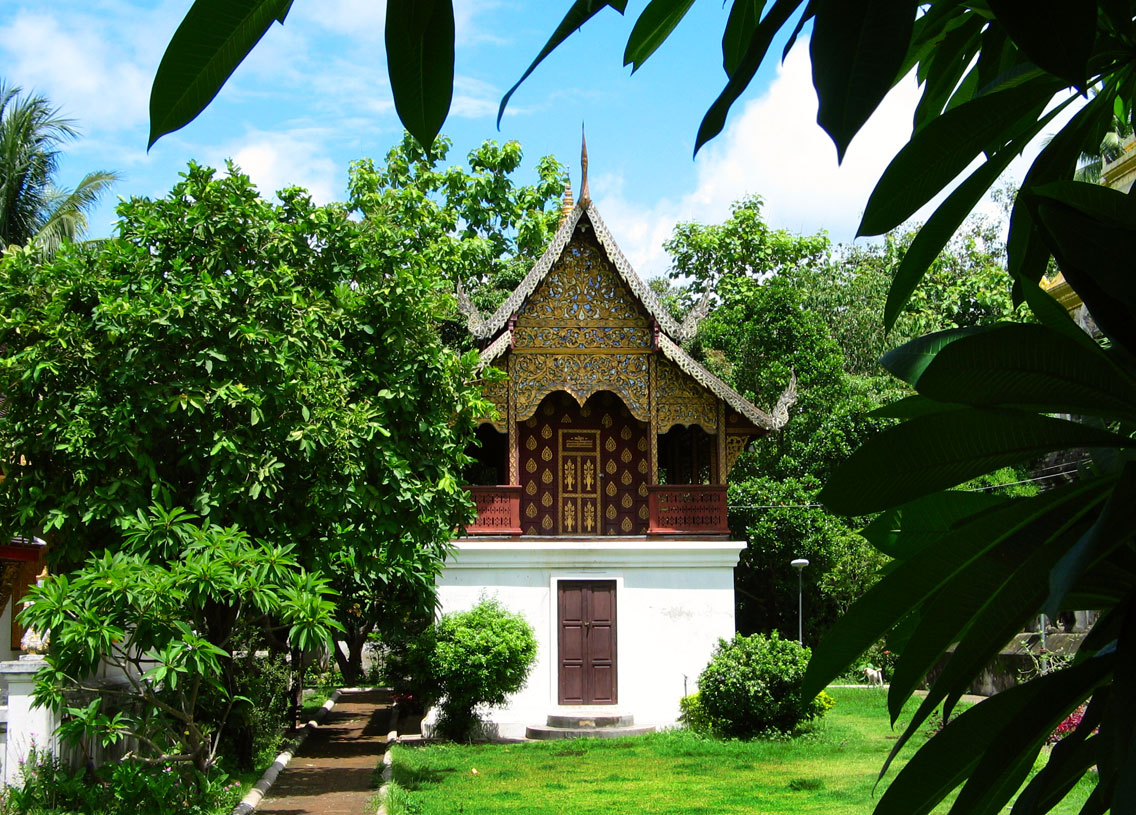
経蔵（ホートライ）

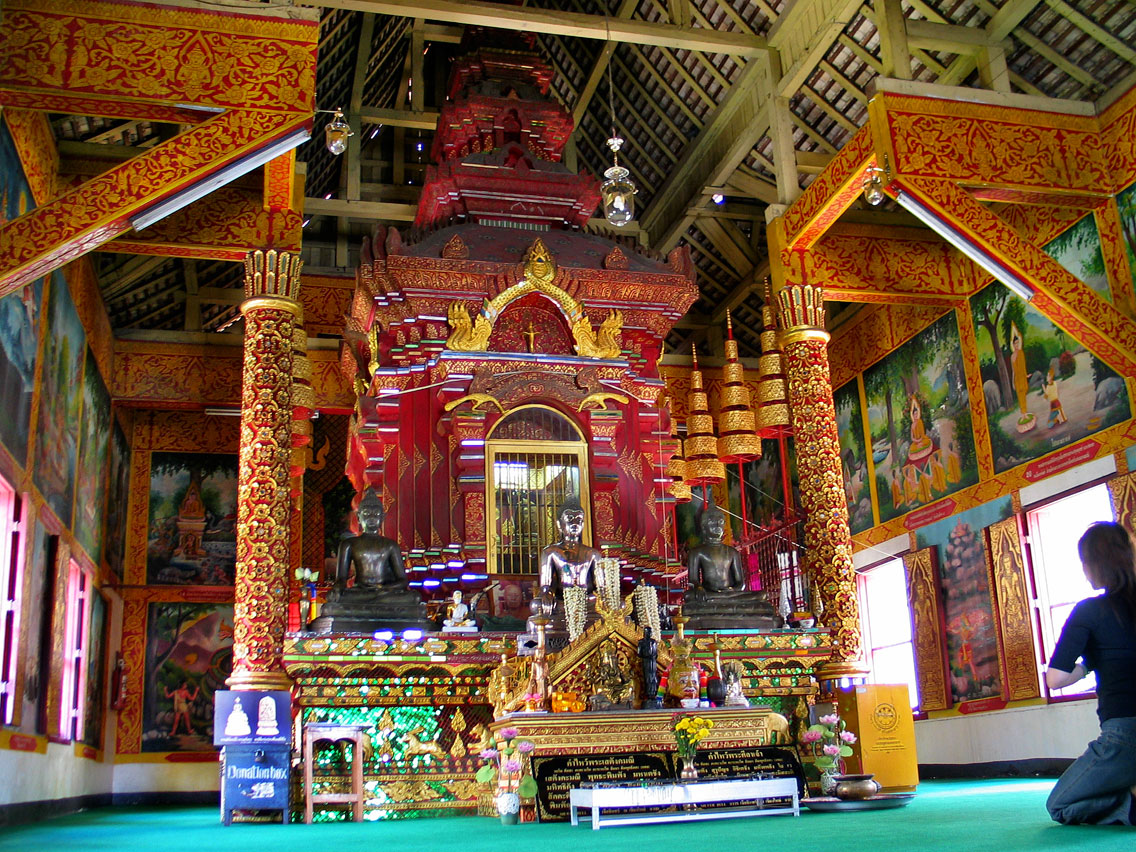
新礼拝堂内、2体の仏像を納めた仏堂（モンドップ）

- チェーディー・チャーンローム (Chedi Chang Lom)

「ゾウの仏塔」（英: ‘Elephant Chedi’）として知られるこの仏塔（チェーディー、chedi）は、寺院の複合建造物のなかで最も古い構造物である。正方形の基壇には、煉瓦と化粧しっくい（スタッコ）でできた15頭の実物大のゾウの前半身像が立ち、第2層を支えている。それらのゾウは建物の上層部を背に担いでいるように見える。金箔が施された仏塔の上部には、尖頂のすぐ下に鐘形の遺物（舎利）室などがある。
- 中央礼拝堂 (Main Wihan)

2棟のうち大きな礼拝堂（ウィハーン、wihan）は、1920年代に高僧 Khru Ba Srivichai により改修された。建物は仏像に囲まれた祭壇のための大きな仏堂（モンドップ、mondop）を備える。仏立像の1体には、その基部に西暦1465年を示す年が刻まれており、それはラーンナー王朝に制作された最も古い彫像である。それはまた托鉢の鉢をもつタイで最古の仏像である。礼拝堂の正面は、花や植物の題材の間にキールティムカの金箔の彫刻が施されている。
- 新礼拝堂 (New Wihan)

2棟の礼拝堂のうち小さい新堂内にある仏堂（モンドップ）には、2体の貴重な仏像が安置されており、それらの保護的な力によりチエンマイの守護仏とされる。
- プラ・セータン・カマニー (Phra Sae Tang Khamani)

この坐像は「プラケーオカオ」 (‘Phra Kaew Khao’) または「水晶の仏像」（英: ‘Crystal Buddha’）としても知られる。この高さ10cmの像は、透明な石英の結晶を削って彫られている。一説によると、この像は西暦200年ごろロッブリーの王 Ramraj のために手技を駆使して作られ、662年に女王チャマデヴィによりハリプンチャイ王国（現在のラムプーン）に持ち込まれたといわれる。それは王マンラーイがランプーンを征服した後、1296年になって初めてチエンマイに移された。その都からの略奪を切り抜けたことから、この像は災いから守ると考えられている。しかしながらまた一説では、この像の年代は、その様式の特徴に基づき15世紀に創作されたものとする。金色に覆われた木製の台座と黄金の天蓋は、後の1874年にチエンマイのインタウィチャヤーノン王より寄贈され付加された。それらは合わせて6kg余りの金を有している。
- プラ・スィラー (Phra Sila)

この彫像は淺浮彫りで、ゾウの「ナラギリ」 (‘Nalagiri’) を馴らして立つ仏陀を描いた石碑である。寺伝では、その像は現在の場所に移される以前インドにその起源をもつとされる。しかし、それ以外にこの像はセイロン（現在のスリランカ）で創作されたと信じられている。この像は雨を降らせる力をもつという宗教的信仰により、乾季の終わるソンクラーンの祭の間、格別な役割をもつ。
- 本堂 (Ubosot)

本堂（ウボーソット、ubosot）の正面には1581年の石碑が認められる。この碑にはチエンマイの創立日、西暦1296年4月12日午前4時という最も古い記述がある。それはまた、本堂が王マンラーイの命令によるものであり、1571年にプーヤ・セーン・ルアン (Phya Saen Luang) が修復されたことが記されている。現在の建物は19世紀に建てられた。
- 経蔵 (Ho Trai)

ワット・チェンマンの経蔵（ホートライ、ho trai）は、ワット・プラシンにある経蔵に比べるとかなり簡素な外観をもつ。その経蔵は漆喰を施した煉瓦の高い基壇上に置かれた木造の構造物である。
- ハス池 (Lotus Pond)

経蔵と同じく寺院の池はほとんどのチエンマイの寺院のように特徴をもたない。ワット・プラシンとともに1つの池がある。